# 脱毛弓茎悬钩子
脱毛弓茎悬钩子（学名：Rubus flosculosus var. etomentosus）为蔷薇科悬钩子属下的一个变种。

## 扩展阅读
- 維基物種上的相關：脱毛弓茎悬钩子